# Dyspetes orientalis
Dyspetes orientalis är en stekelart som beskrevs av Dmitriy R. Kasparyan 1976. Dyspetes orientalis ingår i släktet Dyspetes och familjen brokparasitsteklar. Utöver nominatformen finns också underarten D. o. uttara.